# Schneider's Bakery
Schneider's Bakery, Inc. é uma produtora de televisão fundada por Dan Schneider, que também atua como presidente. O logotipo da empresa de produção de recursos de um forno de verde e branco que se abre revelando o nome da empresa em um 50's-font-style e laranja com o "Y", prolongando-se com uma película de filme na ponta seguido pela própria voz de Dan Schneider-over dizendo "MMM!". Desde o episódio de iCarly, iMake Sam Girler, os programas são exibidos com o esteregue das redes sociais "Danwarp"

## Produções
- All That (1994–2005) - produtor
- Kenan & Kel (1996–2000) - autor
- The Amanda Show (1999–2002) - autor
- Drake & Josh[2] (2004–2007) - autor - roterista
- Zoey 101 (2005–2008)- autor - roterista - Guest Star
- iCarly[2] (2007–2012)- autor - roterista - Guest Star
- Victorious[3] (2010–2013)- autor - roterista
- Sam & Cat (2013–2014)- autor - roterista - Voz Tandy (Robô do Bots)
- Henry Danger[4] (2014–2020) - autor - roterista
- Game Shakers[5] (2015–2019) - autor - roterista
- The Adventures of Kid Danger (2018)  - autor - roterista
- iCarly(reboot) (2021)

## Filmes/Especiais de Televisão
- Good Burger - (1997) - Nickelodeon Movies e Paramount
- Drake e Josh vão a Hollywood - (2006) - Nickelodeon Especial de TV
- Zoey 101: Recesso de Primavera - (2006) - Nickelodeon Especial de TV
- Drake e Josh: O Super Camarão - (2007) - Nickelodeon Especial de TV
- Zoey 101: A Maldição da PCA - (2007) - Nickeloden Especial de TV
- Zoey 101: Adeus Zoey? - (2008) - Nickelodeon Especial de TV
- Zoey 101: Procurando Zoey - (2008) - Nickelodeon Especial de TV
- iCarly no Japão - (2008) - Nickelodeon Filme de TV
- Feliz Natal Drake e Josh - (2008) - Nickelodeon Filme de TV
- iCarly: Meu Namorado Bad Boy - (2009) - Nickelodeon Especial de TV
- iCarly Contra Shelby Marx - (2009) - Nickelodeon Especial de TV
- iCarly: Eu Desisto! - (2009) - Nickelodeon Especial de TV
- iCarly: Uma Louca Aventura - (2010) - Nickelodeon Especial de TV
- iCarly: A Guerra dos Fãs - (2010) - Nickelodeon Especial de TV
- Victorious: Surtando de vez - (2010) - Nickelodeon Especial de TV
- Festa com Brilhante Victória - (2011) - Nickelodeon Especial de TV
- Presos - (2011) - Nickelodeon Especial de TV
- iCarly: iStill Psycho (2011) - Nickelodeon Especial de TV
- Victorious: Tori Goes Platinum (2012) - Nickelodeon  Especial de TV
- iCarly: iShock America (2012) - Nickelodeon Especial de TV
- iCarly: iGoodbye (2012) - Nickelodeon Especial de TV
- Sam & Cat: #The KillerTunaJump (2014) - Nickelodeon Especial de TV
- Sam & Cat: #Super Psycho (2014) - Nickelodeon Especial de TV
- Henry Danger: The Danger Begins (2014) - Nickelodeon Especial de TV
- Henry Danger: Henry and the Bad Girl (2015) - Nickelodeon Especial de TV
- Game Shakers: Sky Whale (2015) - Nickelodeon Especial de TV
- Henry Danger: One Henry, Three Girls (2015) - Nickelodeon Especial de TV
- Henry Danger: Henry Indestrutível (2016) - Nickelodeon Especial de TV
- Game Shakers: A Vingança no Tecno Festival (2016) - Nickelodeon Especial de TV
- Henry Danger: Danger & Thunder (2016) - Nickelodeon Especial de TV
- Henry Danger: Hour of Power (2016) - Nickelodeon Especial de TV